# Bóng đá tại Thế vận hội Mùa hè 2024 – Giải đấu Nam – Bảng B
Bảng B của giải bóng đá nam tại Thế vận hội Mùa hè 2024 diễn ra từ ngày 24 đến ngày 30 tháng 7 năm 2024. Bảng này bao gồm các đội tuyển Argentina, Maroc, Iraq và Ukraina. Hai đội đứng đầu giành quyền vào vòng đấu loại trực tiếp.

## Các đội tuyển
| Vị trí | Đội tuyển | Nhóm | Liên đoàn | Tư cách vượt qua vòng loại                          | Ngày vượt qua vòng loại | Tham dự Thế vận hội | Tham dự gần nhất | Thành tích tốt nhất          |
| ------ | --------- | ---- | --------- | --------------------------------------------------- | ----------------------- | ------------------- | ---------------- | ---------------------------- |
| B1     | Argentina | 1    | CONMEBOL  | Á quân Giải bóng đá tiền Thế vận hội Nam Mỹ 2024    | 11 tháng 2 năm 2024     | 9 lần               | 2020             | Huy chương Vàng (2004, 2008) |
| B2     | Maroc     | 2    | CAF       | Vô địch Cúp bóng đá U-23 các quốc gia châu Phi 2023 | 4 tháng 7 năm 2023      | 7 lần               | 2012             | Hạng 8 (1972)                |
| B3     | Iraq      | 3    | AFC       | Hạng 3 Cúp bóng đá U-23 châu Á 2024                 | 2 tháng 5 năm 2024      | 5 lần               | 2016             | Hạng 4 (2004)                |
| B4     | Ukraina   | 4    | UEFA      | Top 3 Giải vô địch bóng đá U-21 châu Âu 2023        | 2 tháng 7 năm 2023      | 0 lần               | Lần đầu          | Lần đầu                      |

1. ↑  Các đội đủ điều kiện từ châu Á chưa được xác định ở thời điểm bốc thăm.

## Bảng xếp hạng
| VT | Đội       | ST | T | H | B | BT | BB | HS | Đ | Giành quyền tham dự                 |
| -- | --------- | -- | - | - | - | -- | -- | -- | - | ----------------------------------- |
| 1  | Maroc     | 3  | 2 | 0 | 1 | 6  | 3  | +3 | 6 | Đi tiếp vào vòng đấu loại trực tiếp |
| 2  | Argentina | 3  | 2 | 0 | 1 | 6  | 3  | +3 | 6 | Đi tiếp vào vòng đấu loại trực tiếp |
| 3  | Ukraina   | 3  | 1 | 0 | 2 | 3  | 5  | −2 | 3 |                                     |
| 4  | Iraq      | 3  | 1 | 0 | 2 | 3  | 7  | −4 | 3 |                                     |

1. 1 2  Điểm đối đầu: Maroc 3, Argentina 0.

Ở vòng tứ kết,
- Đội nhất bảng B là Maroc đấu với đội nhì bảng A là Hoa Kỳ.
- Đội nhì bảng B là Argentina đấu với đội nhất bảng A là Pháp.

## Các trận đấu

### Argentina vs Maroc
| Argentina     | 1–2      | Maroc                       |
| ------------- | -------- | --------------------------- |
| - Simeone 68' | Chi tiết | - Rahimi 45+2', 51' (ph.đ.) |

| Argentina | Maroc |

| TM                | 1  | Gerónimo Rulli        |  |         |
| HV                | 4  | Joaquín García 83'    |  |         |
| HV                | 2  | Marco Di Cesare 90+9' |  |         |
| HV                | 16 | Nicolás Otamendi (c)  |  |         |
| HV                | 3  | Julio Soler 69'       |  |         |
| TV                | 10 | Thiago Almada         |  |         |
| TV                | 14 | Santiago Hezze 69'    |  |         |
| TV                | 8  | Cristian Medina       |  |         |
| TV                | 7  | Kevin Zenón 54'       |  |         |
| TĐ                | 18 | Lucas Beltrán 69'     |  |         |
| TĐ                | 9  | Julián Álvarez        |  |         |
| Thay người:       |    |                       |  |         |
| TĐ                | 17 | Giuliano Simeone      |  | 54'     |
| TĐ                | 15 | Luciano Gondou        |  | 69'     |
| HV                | 6  | Bruno Amione          |  | 69'     |
| TV                | 5  | Ezequiel Fernández    |  | 69' 88' |
| TV                | 11 | Claudio Echeverri     |  | 83'     |
| Huấn luyện viên:  |    |                       |  |         |
| Javier Mascherano |    |                       |  |         |

| TM               | 1  | Munir Mohamedi 89'            |
| HV               | 2  | Achraf Hakimi (c)             |
| HV               | 4  | Mehdi Boukamir                |
| HV               | 14 | Oussama Targhalline 88'       |
| HV               | 11 | Zakaria El Ouahdi 61'         |
| TV               | 18 | Amir Richardson               |
| TV               | 17 | Oussama El Azzouzi 81'        |
| TĐ               | 10 | Ilias Akhomach 39' 59'        |
| TV               | 8  | Bilal El Khannous 45+3' 90+2' |
| TĐ               | 7  | Eliesse Ben Seghir 81'        |
| TĐ               | 9  | Soufiane Rahimi 70'           |
| Thay người:      |    |                               |
| TĐ               | 16 | Abde Ezzalzouli 59'           |
| TV               | 13 | Yassine Kechta 81'            |
| TV               | 3  | Akram Nakach 81'              |
| TV               | 6  | Benjamin Bouchouari 90+2'     |
| Huấn luyện viên: |    |                               |
| Tarik Sektioui   |    |                               |

| Trợ lý trọng tài: Mahbod Beigi (Thụy Điển) Andreas Söderkvist (Thụy Điển) Trọng tài thứ tư: Frida Klarlund (Đan Mạch) Trợ lý trọng tài video: Paolo Valeri (Ý) Trợ lý tổ trợ lý trọng tài video: Ovidiu Hațegan (România) |

### Iraq vs Ukraina
| Iraq                              | 2–1      | Ukraina           |
| --------------------------------- | -------- | ----------------- |
| - Hussein 57' (ph.đ.) - Jasim 75' | Chi tiết | - Rubchynskyi 53' |

| Iraq | Ukraina |

| GK               | 1  | Hussein Hassan      | 90+13' |        |
| RB               | 17 | Mustafa Saadoon     |        |        |
| CB               | 6  | Zaid Tahseen        |        |        |
| CB               | 20 | Hussein Amer Ojaimi | 52'    |        |
| CB               | 5  | Ahmed Maknzi        |        |        |
| LB               | 3  | Hussein Ali         |        | 58'    |
| RM               | 11 | Muntadher Mohammed  |        | 58'    |
| CM               | 8  | Ibrahim Bayesh      |        |        |
| CM               | 10 | Youssef Amyn        |        | 79'    |
| LM               | 14 | Karrar Mohammed     |        |        |
| CF               | 18 | Aymen Hussein (c)   |        | 90+12' |
| Thay người:      |    |                     |        |        |
| MF               | 15 | Nihad Mohammed      |        | 58'    |
| MF               | 7  | Ali Jasim           |        | 58'    |
| DF               | 13 | Karrar Saad         |        | 79'    |
| DF               | 2  | Josef Al-Imam       |        | 90+12' |
| Huấn luyện viên: |    |                     |        |        |
| Radhi Shenaishil |    |                     |        |        |

| GK               | 12 | Kiril Fesyun         |     |     |
| RB               | 2  | Illya Krupskyi       |     |     |
| CB               | 4  | Maksym Talovyerov    | 56' | 73' |
| CB               | 16 | Arseniy Batahov      |     |     |
| LB               | 3  | Oleksandr Martynyuk  |     |     |
| RM               | 5  | Valentyn Rubchynskyi |     |     |
| CM               | 10 | Maksym Braharu       | 56' | 73' |
| CM               | 18 | Dmytro Kryskiv       | 26' | 79' |
| CM               | 8  | Mykola Mykhaylenko   |     | 73' |
| LM               | 11 | Maksym Khlan         |     |     |
| CF               | 14 | Danylo Sikan (c)     |     | 80' |
| Thay người:      |    |                      |     |     |
| DF               | 13 | Volodymyr Salyuk     |     | 73' |
| MF               | 17 | Oleh Fedor           |     | 73' |
| DF               | 6  | Oleksiy Sych         |     | 73' |
| MF               | 7  | Oleh Ocheretko       |     | 79' |
| FW               | 9  | Ihor Krasnopir       |     | 80' |
| Huấn luyện viên: |    |                      |     |     |
| Ruslan Rotan     |    |                      |     |     |

| Trợ lý trọng tài: Elvis Noupue (Cameroon) Liban Abdoulrazack Ahmed (Djibouti) Trọng tài thứ tư: Shamirah Nabadda (Uganda) Trợ lý trọng tài video: Ivan Bebek (Croatia) Trợ lý tổ trợ lý trọng tài video: Kate Jacewicz (Úc) |

### Argentina vs Iraq
| Argentina                                 | 3–1      | Iraq            |
| ----------------------------------------- | -------- | --------------- |
| - Almada 14' - Gondou 62' - Fernández 85' | Chi tiết | - Hussein 45+5' |

| Argentina | Iraq |

| GK                | 1  | Gerónimo Rulli       |     |       |
| RB                | 4  | Joaquín García       | 50' | 60'   |
| CB                | 2  | Marco Di Cesare      |     |       |
| CB                | 16 | Nicolás Otamendi (c) |     |       |
| LB                | 3  | Julio Soler          |     | 60'   |
| RM                | 10 | Thiago Almada        |     | 86'   |
| CM                | 5  | Ezequiel Fernández   |     |       |
| CM                | 14 | Santiago Hezze       |     | 60'   |
| LM                | 8  | Cristian Medina      |     |       |
| CF                | 18 | Lucas Beltrán        |     | 45+2' |
| CF                | 9  | Julián Álvarez       |     |       |
| Thay người:       |    |                      |     |       |
| FW                | 17 | Giuliano Simeone     |     | 45+2' |
| MF                | 7  | Kevin Zenón          |     | 60'   |
| DF                | 13 | Gonzalo Luján        |     | 60'   |
| FW                | 15 | Luciano Gondou       | 90' | 60'   |
| DF                | 6  | Bruno Amione         |     | 86'   |
| Huấn luyện viên:  |    |                      |     |       |
| Javier Mascherano |    |                      |     |       |

| GK               | 1  | Hussein Hassan       |     |     |
| RB               | 17 | Mustafa Saadoon      |     | 60' |
| CB               | 20 | Hussein Amer Ojaimi  |     |     |
| CB               | 6  | Zaid Tahseen         | 46' |     |
| CB               | 5  | Ahmed Maknzi         |     |     |
| CM               | 8  | Ibrahim Bayesh       |     | 76' |
| CM               | 14 | Karrar Mohammed      |     | 87' |
| RW               | 15 | Nihad Mohammed       | 52' | 60' |
| AM               | 7  | Ali Jasim            |     | 87' |
| LW               | 10 | Youssef Amyn         |     |     |
| CF               | 18 | Aymen Hussein (c)    |     |     |
| Thay người:      |    |                      |     |     |
| MF               | 11 | Muntadher Mohammed   |     | 60' |
| DF               | 3  | Hussein Ali          |     | 60' |
| MF               | 16 | Muntadher Abdul-Amir |     | 76' |
| FW               | 9  | Hussein Abdullah     |     | 87' |
| DF               | 13 | Karrar Saad          |     | 87' |
| Huấn luyện viên: |    |                      |     |     |
| Radhi Shenaishil |    |                      |     |     |

| Trợ lý trọng tài: Jan Erik Engan (Na Uy) Isaak Bashevkin (Na Uy) Trọng tài thứ tư: Shamirah Nabadda (Uganda) Trợ lý trọng tài video: Rob Dieperink (Hà Lan) Trợ lý tổ trợ lý trọng tài video: Tatiana Guzmán (Nicaragua) |

### Ukraina vs Maroc
| Ukraina                         | 2–1      | Maroc                |
| ------------------------------- | -------- | -------------------- |
| - Kryskiv 22' - Krasnopir 90+8' | Chi tiết | - Rahimi 64' (ph.đ.) |

| Ukraina | Maroc |

| GK               | 12 | Kiril Fesyun         |     |     |
| RB               | 3  | Oleksandr Martynyuk  |     | 74' |
| CB               | 13 | Volodymyr Salyuk     | 63' |     |
| CB               | 16 | Arseniy Batahov      |     |     |
| LB               | 2  | Illya Krupskyi       | 79' |     |
| RM               | 11 | Maksym Khlan         | 52' |     |
| CM               | 5  | Valentyn Rubchynskyi | 72' |     |
| CM               | 18 | Dmytro Kryskiv       |     | 65' |
| CM               | 8  | Mykola Mykhaylenko   |     | 78' |
| LM               | 10 | Maksym Braharu       |     | 65' |
| CF               | 14 | Danylo Sikan (c)     | 34' | 65' |
| Thay người:      |    |                      |     |     |
| MF               | 7  | Oleh Ocheretko       |     | 65' |
| DF               | 4  | Maksym Talovyerov    |     | 65' |
| FW               | 9  | Ihor Krasnopir       |     | 65' |
| DF               | 6  | Oleksiy Sych         | 90' | 74' |
| MF               | 17 | Oleh Fedor           |     | 78' |
| Huấn luyện viên: |    |                      |     |     |
| Ruslan Rotan     |    |                      |     |     |

| GK               | 1  | Munir Mohamedi      |     |     |
| RB               | 2  | Achraf Hakimi (c)   | 71' |     |
| CB               | 17 | Oussama El Azzouzi  |     | 87' |
| CB               | 4  | Mehdi Boukamir      |     | 74' |
| LB               | 11 | Zakaria El Ouahdi   |     |     |
| DM               | 14 | Oussama Targhalline |     |     |
| CM               | 18 | Amir Richardson     | 37' |     |
| CM               | 8  | Bilal El Khannous   |     |     |
| RF               | 16 | Abde Ezzalzouli     |     |     |
| CF               | 9  | Soufiane Rahimi     |     | 87' |
| LF               | 7  | Eliesse Ben Seghir  |     | 87' |
| Thay người:      |    |                     |     |     |
| MF               | 13 | Yassine Kechta      |     | 74' |
| FW               | 10 | Ilias Akhomach      |     | 87' |
| FW               | 15 | El Mehdi Maouhoub   |     | 87' |
| DF               | 3  | Akram Nakach        |     | 87' |
| Huấn luyện viên: |    |                     |     |     |
| Tarik Sektioui   |    |                     |     |     |

| Trợ lý trọng tài: Walter López (Honduras) Christian Ramírez (Honduras) Trọng tài thứ tư: Frida Klarlund (Đan Mạch) Trợ lý trọng tài video: Guillermo Pacheco (México) Trợ lý tổ trợ lý trọng tài video: Jérôme Brisard (Pháp) |

### Ukraina vs Argentina
| Ukraina | 0–2      | Argentina                      |
| ------- | -------- | ------------------------------ |
|         | Chi tiết | - Almada 47' - Echeverri 90+1' |

| Ukraina | Argentina |

| GK               | 12 | Kiril Fesyun         |     |     |
| RB               | 2  | Illya Krupskyi       |     |     |
| CB               | 4  | Maksym Talovyerov    |     |     |
| CB               | 16 | Arseniy Batahov      |     |     |
| LB               | 3  | Oleksandr Martynyuk  |     | 68' |
| DM               | 5  | Valentyn Rubchynskyi | 53' |     |
| CM               | 18 | Dmytro Kryskiv       |     |     |
| CM               | 8  | Mykola Mykhaylenko   |     | 59' |
| RF               | 11 | Maksym Khlan         |     | 78' |
| CF               | 14 | Danylo Sikan (c)     |     | 59' |
| LF               | 10 | Maksym Braharu       |     | 59' |
| Thay người:      |    |                      |     |     |
| MF               | 7  | Oleh Ocheretko       |     | 59' |
| FW               | 9  | Ihor Krasnopir       |     | 59' |
| MF               | 17 | Oleh Fedor           |     | 59' |
| DF               | 6  | Oleksiy Sych         |     | 68' |
| MF               | 15 | Vladyslav Veleten    | 82' | 78' |
| Huấn luyện viên: |    |                      |     |     |
| Ruslan Rotan     |    |                      |     |     |

| GK                | 1  | Gerónimo Rulli       |  |     |
| RB                | 13 | Gonzalo Luján        |  |     |
| CB                | 2  | Marco Di Cesare      |  |     |
| CB                | 16 | Nicolás Otamendi (c) |  |     |
| LB                | 3  | Julio Soler          |  | 67' |
| RM                | 17 | Giuliano Simeone     |  |     |
| CM                | 5  | Ezequiel Fernández   |  | 68' |
| CM                | 8  | Cristian Medina      |  |     |
| LM                | 10 | Thiago Almada        |  | 81' |
| CF                | 15 | Luciano Gondou       |  | 59' |
| CF                | 9  | Julián Álvarez       |  | 81' |
| Thay người:       |    |                      |  |     |
| MF                | 14 | Santiago Hezze       |  | 59' |
| DF                | 6  | Bruno Amione         |  | 67' |
| MF                | 7  | Kevin Zenón          |  | 68' |
| FW                | 18 | Lucas Beltrán        |  | 81' |
| FW                | 11 | Claudio Echeverri    |  | 81' |
| Huấn luyện viên:  |    |                      |  |     |
| Javier Mascherano |    |                      |  |     |

| Trợ lý trọng tài: Jerson Emiliano dos Santos (Angola) Stephen Yiembe (Kenya) Trọng tài thứ tư: Shamirah Nabadda (Uganda) Trợ lý trọng tài video: Rob Dieperink (Hà Lan) Trợ lý tổ trợ lý trọng tài video: Leodán González (Uruguay) |

### Maroc vs Iraq
| Maroc                                          | 3–0      | Iraq |
| ---------------------------------------------- | -------- | ---- |
| - Richardson 19' - Rahimi 28' - Ezzalzouli 36' | Chi tiết |      |

| Maroc | Iraq |

| GK               | 1  | Munir Mohamedi      |  |     |
| RB               | 2  | Achraf Hakimi (c)   |  |     |
| CB               | 17 | Oussama El Azzouzi  |  | 85' |
| CB               | 4  | Mehdi Boukamir      |  |     |
| LB               | 11 | Zakaria El Ouahdi   |  |     |
| CM               | 18 | Amir Richardson     |  | 62' |
| CM               | 14 | Oussama Targhalline |  | 62' |
| RW               | 10 | Ilias Akhomach      |  | 67' |
| AM               | 8  | Bilal El Khannous   |  |     |
| LW               | 16 | Abde Ezzalzouli     |  |     |
| CF               | 9  | Soufiane Rahimi     |  | 61' |
| Thay người:      |    |                     |  |     |
| FW               | 15 | El Mehdi Maouhoub   |  | 61' |
| MF               | 6  | Benjamin Bouchouari |  | 62' |
| MF               | 13 | Yassine Kechta      |  | 62' |
| FW               | 7  | Eliesse Ben Seghir  |  | 67' |
| DF               | 5  | Adil Tahif          |  | 85' |
| Huấn luyện viên: |    |                     |  |     |
| Tarik Sektioui   |    |                     |  |     |

| GK               | 1  | Hussein Hassan      |     |     |
| RB               | 17 | Mustafa Saadoon     |     | 79' |
| CB               | 20 | Hussein Amer Ojaimi |     |     |
| CB               | 4  | Saad Natiq (c)      |     |     |
| LB               | 5  | Ahmed Maknzi        | 30' |     |
| CM               | 8  | Ibrahim Bayesh      |     |     |
| CM               | 14 | Karrar Mohammed     | 9'  |     |
| RW               | 10 | Youssef Amyn        |     | 31' |
| AM               | 11 | Muntadher Mohammed  |     | 46' |
| LW               | 13 | Karrar Saad         |     | 32' |
| CF               | 18 | Aymen Hussein       |     |     |
| Thay người:      |    |                     |     |     |
| MF               | 15 | Nihad Mohammed      |     | 31' |
| MF               | 7  | Ali Jasim           |     | 32' |
| DF               | 2  | Josef Al-Imam       |     | 46' |
| DF               | 3  | Hussein Ali         |     | 79' |
| Huấn luyện viên: |    |                     |     |     |
| Radhi Shenaishil |    |                     |     |     |

| Trợ lý trọng tài: Rafael Alves (Brasil) Guillerme Camilo (Brasil) Trọng tài thứ tư: Veronika Bernatskaia (Kyrgyzstan) Trợ lý trọng tài video: Ivan Bebek (Croatia) Trợ lý tổ trợ lý trọng tài video: Guillermo Pacheco (México) |

## Kỷ luật của bảng đấu
Điểm kỷ luật sẽ được sử dụng như một tiêu chí xếp hạng nếu thành tích tổng thể và thành tích đối đầu của các đội bằng nhau. Điểm này được tính dựa trên số thẻ vàng và thẻ đỏ nhận được trong tất cả các trận đấu vòng bảng như sau:
- thẻ vàng thứ nhất: trừ 1 điểm;
- thẻ đỏ gián tiếp (thẻ vàng thứ hai): trừ 3 điểm;
- thẻ đỏ trực tiếp: trừ 4 điểm;
- thẻ vàng và thẻ đỏ trực tiếp: trừ 5 điểm;

Chỉ một trong các khoản trừ trên được áp dụng cho một cầu thủ trong một trận đấu.
| Đội       | Trận 1   | Trận 1                                    | Trận 1 | Trận 1            | Trận 2   | Trận 2                                    | Trận 2 | Trận 2            | Trận 3   | Trận 3                                    | Trận 3 | Trận 3            | Điểm |
| Đội       | Thẻ vàng | Thẻ vàng · Thẻ vàng-đỏ (thẻ đỏ gián tiếp) | Thẻ đỏ | Thẻ vàng · Thẻ đỏ | Thẻ vàng | Thẻ vàng · Thẻ vàng-đỏ (thẻ đỏ gián tiếp) | Thẻ đỏ | Thẻ vàng · Thẻ đỏ | Thẻ vàng | Thẻ vàng · Thẻ vàng-đỏ (thẻ đỏ gián tiếp) | Thẻ đỏ | Thẻ vàng · Thẻ đỏ | Điểm |
| --------- | -------- | ----------------------------------------- | ------ | ----------------- | -------- | ----------------------------------------- | ------ | ----------------- | -------- | ----------------------------------------- | ------ | ----------------- | ---- |
| Argentina | 2        |                                           |        |                   | 2        |                                           |        |                   |          |                                           |        |                   | –4   |
| Iraq      | 2        |                                           |        |                   | 2        |                                           |        |                   | 2        |                                           |        |                   | –6   |
| Maroc     | 6        |                                           |        |                   | 2        |                                           |        |                   |          |                                           |        |                   | –8   |
| Ukraina   | 3        |                                           |        |                   | 5        |                                           | 1      |                   | 2        |                                           |        |                   | –14  |